# Taenaris parallelus
Taenaris parallelus är en fjärilsart som beskrevs av Rothschild 1916. Taenaris parallelus ingår i släktet Taenaris och familjen praktfjärilar. Inga underarter finns listade i Catalogue of Life.